# Bdelloura candida
Bdelloura candida är en plattmaskart. Bdelloura candida ingår i släktet Bdelloura och familjen Bdellouridae. Inga underarter finns listade i Catalogue of Life.